# Mchedrioni
De Mchedrioni (Georgisch: საქართველოს მხედრიონი : Georgische Ruiters) waren een paramilitaire eenheid in Georgië. Ze werden in 1989 opgericht door Dzjaba Ioseliani, een Georgisch politicus die zijn loopbaan begon als crimineel en korte tijd ook toneelschrijver was. Met een door Tengiz Kitovani geleid deel van de Nationale Garde waren de Mchedrioni op 22 december 1991 betrokken bij de belegering van het parlementsgebouw, leidend tot de vlucht van Gamsachoerdia en tot het aantreden van president Sjevardnadze na nieuwe verkiezingen. In 1995 werd de eenheid verboden. 

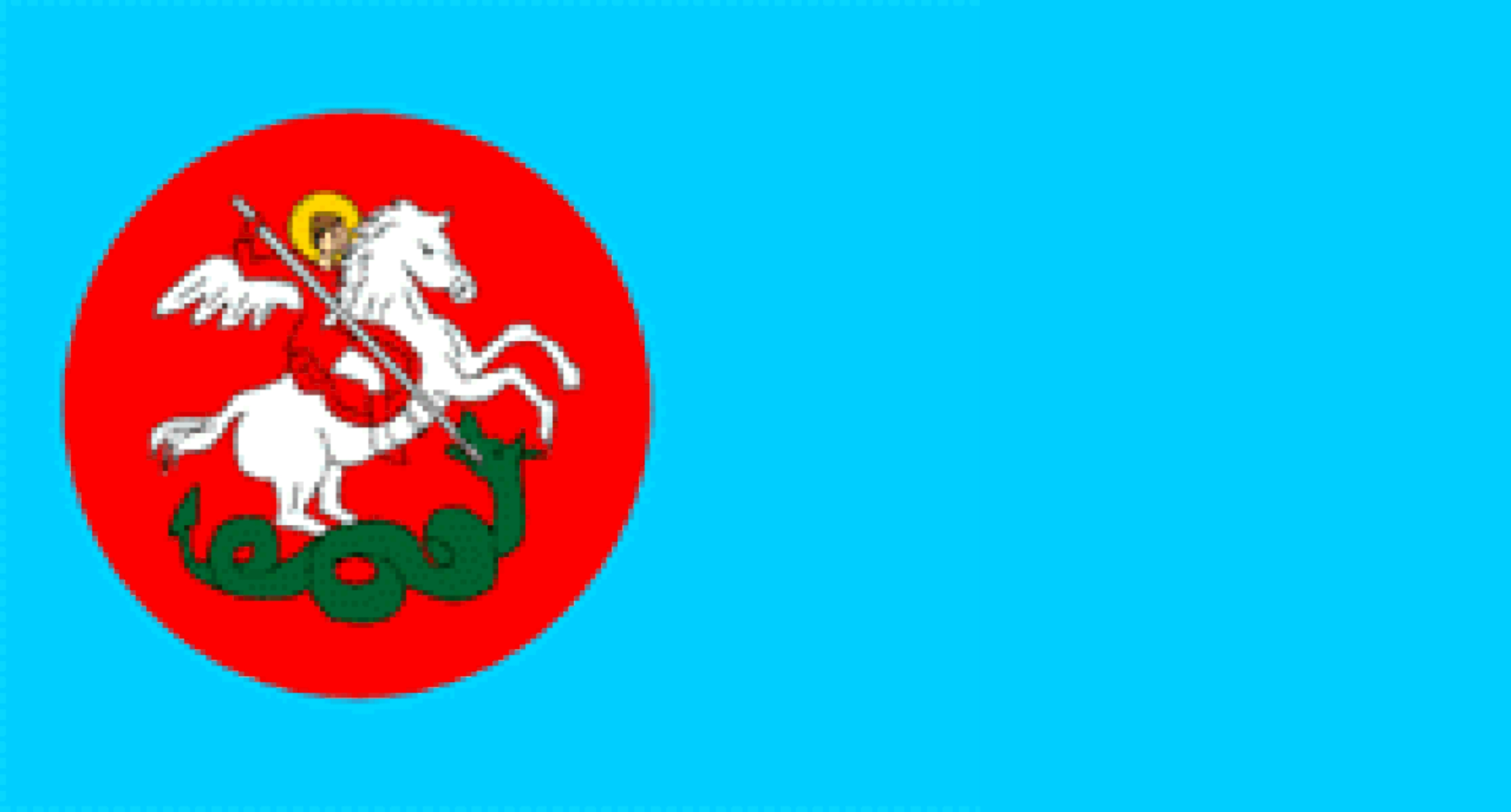
Mchedrioni

De Mchedrioni werden opgericht in de periode dat de Sovjet-Unie ophield te bestaan. In Georgië werd aangedrongen op onafhankelijkheid, en in Abchazië en Zuid-Ossetië werd gestreefd naar eigen nationale staten. Er ontstonden verschillende paramilitaire eenheden. De Mchedrioni werden geleid door Ioseliani, die in de georganiseerde misdaad zijn sporen had verdiend. Hij presenteerde de eenheid als opvolger van de guerrillagroeperingen die in de geschiedenis van Georgië regelmatig waren opgetreden. Het woord Mchedrioni verwijst daarnaar, doordat het niet alleen als ruiter maar ook als ridder kan worden vertaald. De leden van de Mchedrioni legden een eed af op Georgië, het Georgische volk en de Georgisch-Orthodoxe Kerk. Ze droegen een ketting met daarop een medaille die aan de ene kant de beeltenis droeg van Sint Joris terwijl die een draak doodt, en aan de andere kant de naam en de bloedgroep van de drager.
Al snel verwierven de Mchedrioni zich een faam als zwaarbewapende bandietenbende. Hun verschijning was opvallend, gekleed als ze waren in spijkerbroeken, truien, jacks en zonnebrillen die ze ook binnenshuis niet afzetten. In de gebieden die zij controleerden schonden zij regelmatig de mensenrechten, door het uitvoeren van plunderingen en ontvoeringen en door beschermgeldheffingen in te voeren. In 1991 was de eenheid sterker dan het regeringsleger.
Ioseliani had de eenheid opgericht met de bedoeling om Abchazië en Zuid-Ossetië onder controle te krijgen om separatisten te bestrijden. In februari 1991 verklaarde president Gamsachoerdia de organisatie onwettig. Ioseliani belandde met enkele andere Mchedrioni-leden in de gevangenis. In december 1991 wist hij echter te ontsnappen, waarna op 22 december de belegering van het parlementsgebouw plaatsvond. De volgende president, Edoeard Sjevardnadze, leunde zwaar op de Mchedrioni. De werkkamer van Ioseliani bevond zich precies boven die van Sjevardnadze in het parlementsgebouw. Hij liet zich steeds begeleiden door een gewapend gevolg. In een poging zijn tanende gezag te herstellen ontsloeg Sjevardnadze Ioseliani in mei 1993.
De Mchedrioni bleven echter bestaan. In september 1993 hielpen zij het Russische leger bij het neerslaan van een door Gamsachoerdia geleide opstand tegen de regering. Op verzoek van de regering vervolgden zij vervolgens Gamsachoerdia-aanhangers in West-Georgië. Dit leidde tot kritiek van internationale mensenrechtenorganisaties.
Daarna deed Sjevardnadze pogingen om de Mchedrioni te beteugelen. Besloten werd dat de eenheid per februari 1994 zou zijn opgeheven, en zou zijn opgenomen in een private organisatie: het reddingskorps. In 1995 gaf Sjevardnadze opdracht om deze organisatie te ontwapenen. Kort daarna, na een bomaanslag op Sjevardnadze op 15 augustus 1995, verklaarde hij de organisatie illegaal. De leider, Ioseliani, werd in november 1998 gearresteerd op verdenking van betrokkenheid bij de bomaanslag.
In 1999 beleefde de Mchedrioni een wederopstanding als politieke partij, onder leiding van Tornike Berishvili. Toen Ioseliani in 2000 op grond van een amnestieregeling uit gevangenschap werd vrijgelaten, nam hij, tot zijn dood in 2003, de leiding weer over. Zijn pogingen om de Mchendrioni als politieke partij legaal te registreren onder de naam Patriottische Unie faalden.